# Ponneri (Taluk)
Der Taluk Ponneri (Tamil: பொன்னேரி வட்டம்) ist ein Taluk (Subdistrikt) des Distrikts Tiruvallur im indischen Bundesstaat Tamil Nadu. Hauptort ist die namensgebende Stadt Ponneri.

## Geografie
Der Taluk Ponneri liegt im Osten des Distrikts Tiruvallur an der Küste des Golfs von Bengalen. Er grenzt an die Taluks Madhavaram im Süden, Ambattur und Tiruvallur im Südwesten, Uthukkottai im Westen und Gummidipoondi im Nordwesten. Im Norden liegt die Grenze zum Nachbarbundesstaat Andhra Pradesh.
Der Taluk Ponneri ist deckungsgleich mit den Blocks Minjur und Sholavaram. Seine Fläche beträgt 651 Quadratkilometer.

## Bevölkerung
Nach der Volkszählung 2011 hat der Taluk Ponneri 385.620 Einwohner. Davon werden 62,3 Prozent als ländliche und 37,7 Prozent als städtische Bevölkerung klassifiziert. Die Bevölkerungsdichte liegt bei 592 Einwohnern pro Quadratkilometer.

## Städte und Dörfer
Zum Taluk Ponneri gehören die folgenden Orte:
Städte:
- Arani
- Minjur
- Ponneri

Zensusstädte:
- Alamathi
- Athipattu
- Edayanchavadi
- Nallur
- Padianallur

Dörfer:
| - Abrahampuram - Adambakkam - Agaram - Aladu - Amoor - Andarmadam - Andavoyal - Angadu - Annamalaicheri - Anuppampattu - Appalavaram - Arasur - Arumandai - Asanabudur - Athamanjeri - Athur - Avoor - Avurivakkam - Bandikavanoor - Budur - Chennaveppathur - Chinnakavanam - Chinnambedu - Chinnamullaivoyal - Devadanam - Devambattu - Durainallur - Elaimbedu - Ennore - Eripillaikuppam - Ernakuracheri - Ernavakkam - Erumaivettipalayam - Guduvanjeri - Ilupakkam | - Injur - Jaganathapuram - Kadamanjeri - Kadapakkam - Kalanji - Kallur - Kalpakkam - Kanagavallipuram - Kanavanthurai - Kandigai - Kanganimedu - Kaniambakkam - Karanodai - Karimanal - Karungali - Kattavur - Kattoor - Kattupalli - Keelameni - Keerapakkam - Kilikodi - Kodipallam - Kolur - Kumaranjeri - Kumarasirulapakkam - Kummamur - Lingapayampettai - Madhavaram - Madiyur - Mafaskanpet - Malliankuppam - Mangodu - Marambedu - Marattoor - Medur | - Nalur - Nandiambakkam - Natham - Nayur - Neithavayal - Nerkundram - New Erumaivettipalayam - Old Erumaivettipalayam - Orakkadu - Pakkam - Panapakkam - Panjetty - Paranambedu - Peravallur - Periakarumbur - Periaveppathur - Periyamullaivoyal - Perumbedu - Perungavoor - Pondavakkam - Poongulam - Poovami - Pralayambakkam - Pudupakkam - Pulicat - Puzhuthivakkam - Seemapuram - Sekkanjeri - Seliambedu - Sembilivaram - Senganyam - Sevittupanapakkam - Sholavaram - Sirulapakkam - Sirulapooncheri | - Siruniam - Sirupazhaverkadu - Siruvelur - Somanjeri - Sombattu - Soorapattu - Sothuperumbedu - Soundapuram - Thadaperumbakkam - Thangalperumbalam - Thatchoor - Thathamanji - Thinaipakkam - Thirunilai - Thirupair - Thirupalaivanam - Thiruvellavoyal - Thottakadu - Umipedu - Uppunelvoyal - Vadakkunallur - Vairavankuppam - Vallur - Valuthigaimedu - Vanjivakkam - Vannipakkam - Vellambakkam - Vellivoyal - Velur - Vembedu - Vichoor - Vidathandalam - Voyalur |